# NGC 3169
NGC 3169 (другие обозначения — UGC 5525, MCG 1-26-26, ZWG 36.66, KCPG 228B, IRAS10116+0342, PGC 29855) — спиральная галактика (Sa) в созвездии Секстанта. Находится примерно в 70 млн световых лет от Земли. Является частью группы галактик Льва I, которая является частью Сверхскопления Девы.
Этот объект входит в число перечисленных в оригинальной редакции «Нового общего каталога».
В галактике в 2003 году обнаружена вспышка сверхновой, получившей обозначение SN 2003cg. она принадлежала к типу Ia, её пиковая видимая звездная величина составила 14,4m.
Галактика NGC 3169 входит в состав группы галактик NGC 3169. Помимо NGC 3169 в группу также входят NGC 3156, NGC 3165, NGC 3166 и UGC 5539.